# Empoasca majowa
Empoasca majowa är en insektsart som beskrevs av Irena Dworakowska 1972. Empoasca majowa ingår i släktet Empoasca och familjen dvärgstritar. Inga underarter finns listade i Catalogue of Life.